# Associazione Italia Russia
L'Associazione Italia Russia ("Associazione per i rapporti culturali con l'Unione Sovietica"; ex Italia-Urss) è un'associazione culturale italiana.

## Storia
Fu fondata a Roma nel 1944 e a Milano nel 1946, con sede in via Filodrammatici; fu un centro frequentato e sostenuto da intellettuali e industriali (tra cui Filiberto Sbardella) attivi nel campo culturale, scientifico e negli scambi culturali ed economici tra Italia e Unione Sovietica.
Sin dalle origini le attività dell'organizzazione si articolarono in tre settori principali: eventi culturali focalizzati sulla Russia e l'Unione Sovietica; la didattica della lingua russa, e attività informative sulle tendenze sociali ed economiche tra i due Paesi.
Nei primi anni di vita dell'Associazione il primo Segretario responsabile fu Rossana Rossanda; Giovanni De Maria, rettore dell'Università Bocconi, ne fu il primo Presidente.
Tra i progetti culturali realizzati negli ultimi anni, la mostra di arte contemporanea russa al PAC di Milano, Materia Prima- Russkoe Bednoe, realizzata nell'Anno Russia Italia 2011 (Anno della cultura russa in Italia e della cultura italiana in Russia).
L'Associazione dispone di una biblioteca presente sul Polo regionale Lombardia. Il patrimonio bibliotecario è costituito da 5 fondi: librario, fotografico, manifesti, riviste e dischi ed è tutelato dalla Soprintendenza ai Beni culturali della Regione Lombardia.